# قرسله
قرسله (به لاتین: Qərsələ) یک منطقه مسکونی در جمهوری آذربایجان است که در شهرستان اسماعیل‌لی واقع شده است.